# Belén Dreik
Belén Dreik est née à La Havane (Cuba), où elle a étudié pour devenir danseuse du Cabaret Tropicana, avant de décider de s'adonner à la chanson. Elle est allée à Madrid où Alejo Stivel a produit son premier album Un sorbito de amor, 2002.
| En lugares desiertos, si no estás despierto tu imagen se vuelve vapor. Se ilumina tu rostro y transmite la esencia de la luz de un mundo mejor. - UN SORBITO DE AMOR - UNE PETITE GORGÉE D'AMOUR | Dans des lieux déserts, Si tu n'es pas réveillé, Ton image devient du vapeur. Ton visage s'illumine Et il transmet l'essence De la lumière d'un monde meilleur. |